# UTC−4:30
UTC−4:30 је једна од временских зона. 
Користи се као званично време у:
 Венецуела — Венецуеланско стандардно време (VST) је у употреби током целе године.